# Hans Riegel
Johann „Hans“ Riegel (* 3. April 1893 in Friesdorf bei Bonn; † 31. März 1945 in Bonn-Kessenich) war ein deutscher Unternehmer und Gründer von Haribo.

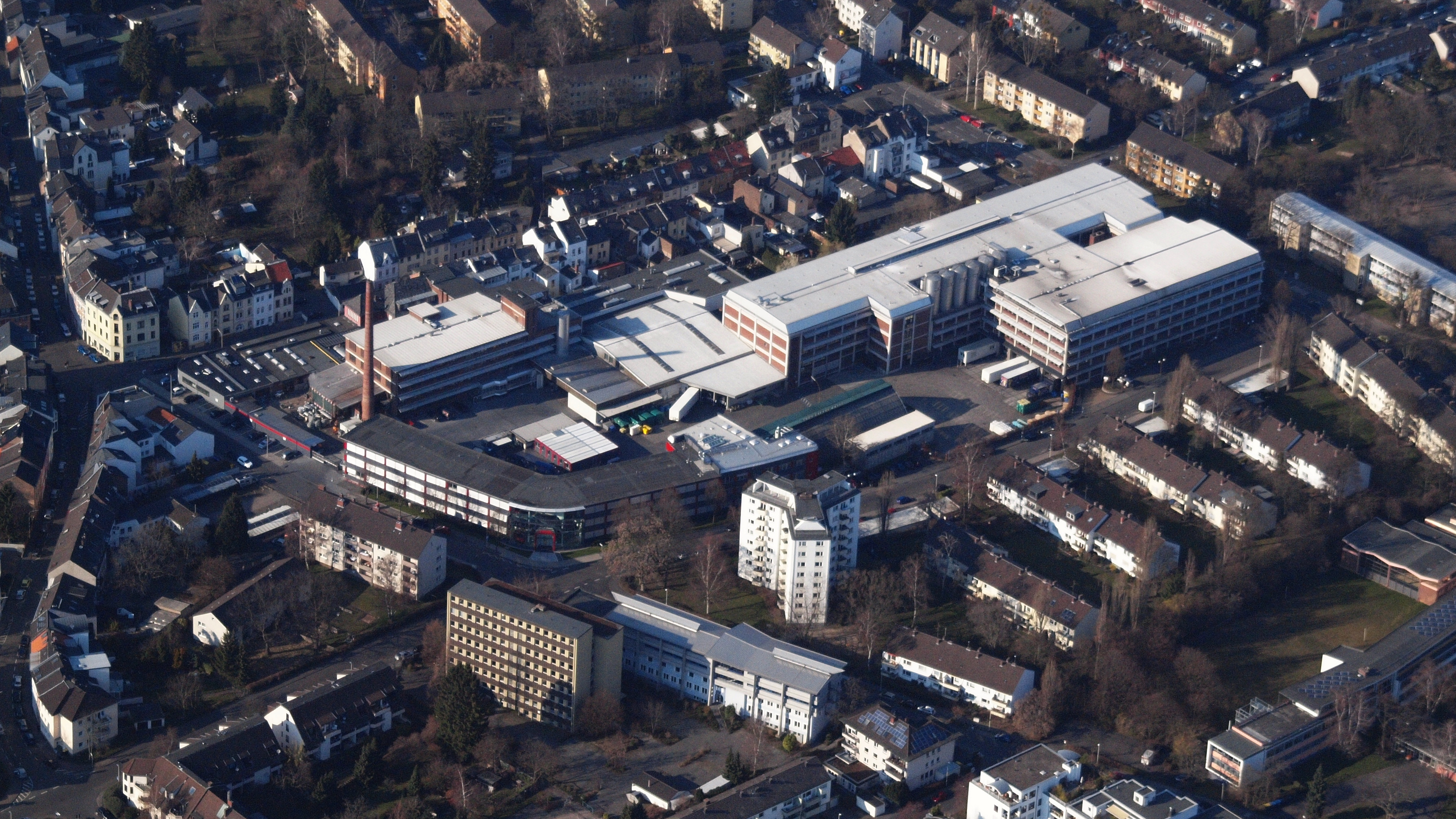
Haribo-Werk in Bonn-Kessenich aus südwestlicher Richtung (2013)

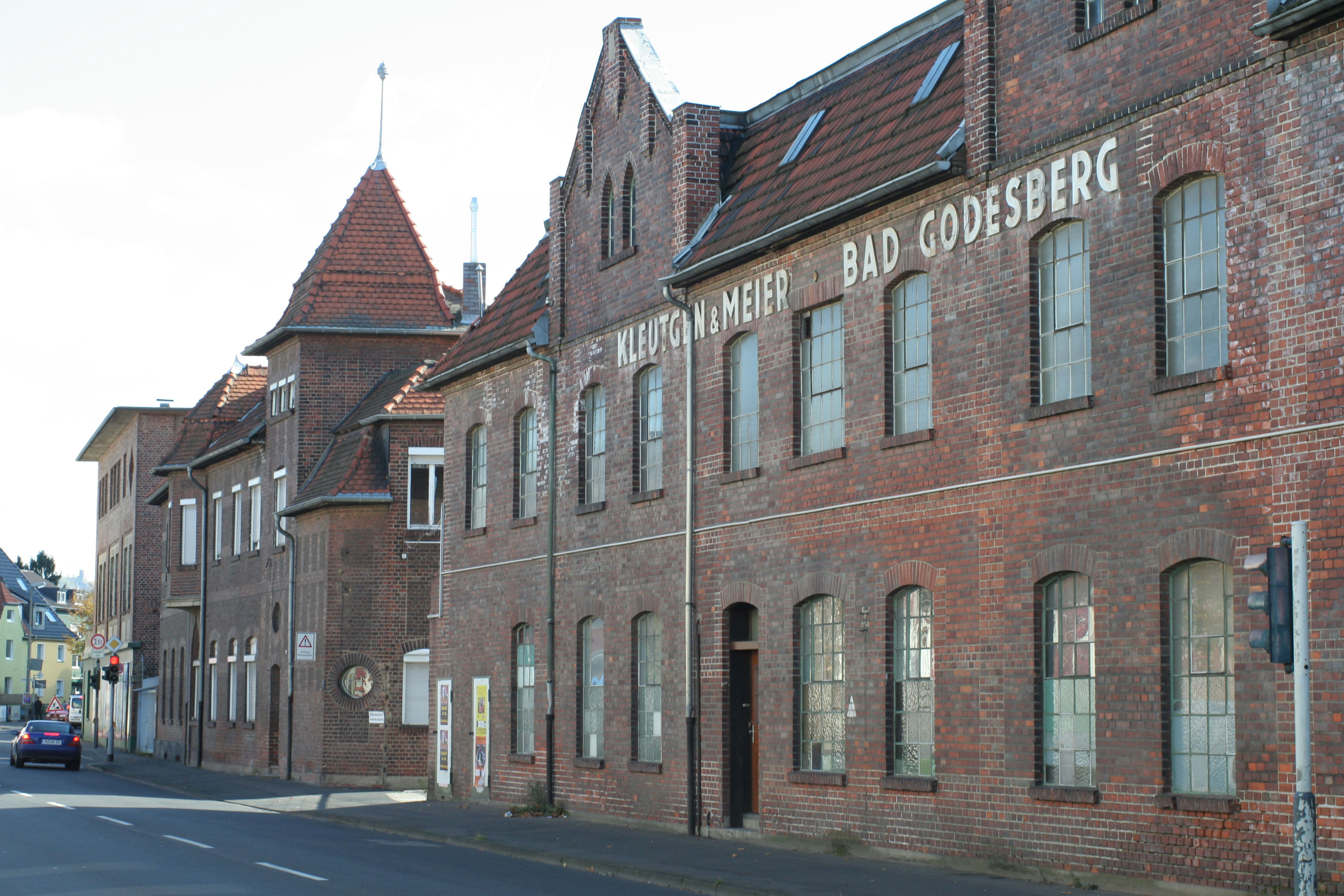
Karrierestart bei Kleutgen & Meier

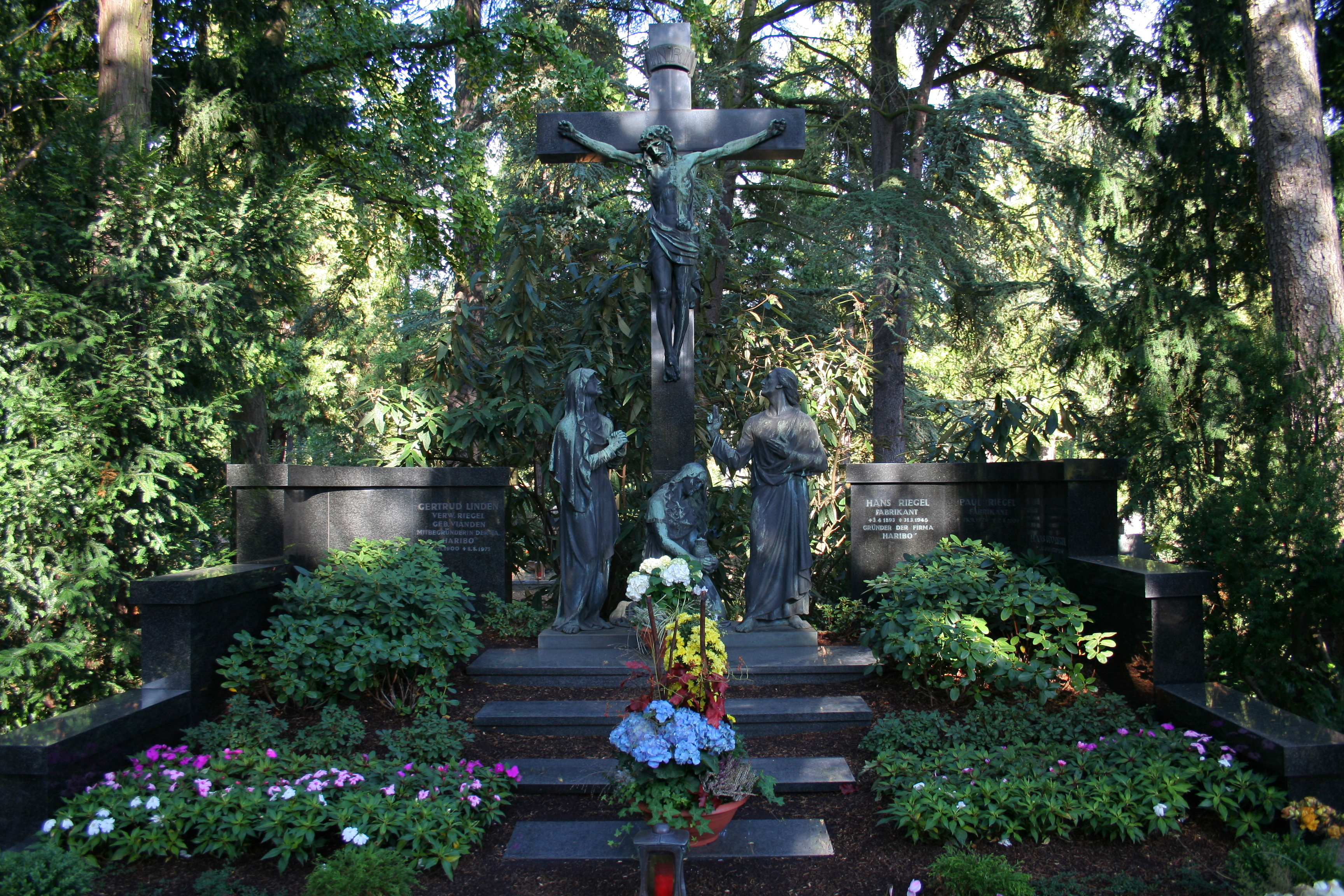
Grab von Hans Riegel auf dem Bonner Südfriedhof

## Leben
Hans Riegel war ein Sohn von Peter und Agnes Riegel. Er machte nach seiner Schulzeit am Aloisiuskolleg in Bonn eine Ausbildung als Bonbonkocher im Unternehmen Kleutgen & Meier in Bonn-Friesdorf, wo er über fünf Jahre arbeitete. Danach war er in Neuss und Osnabrück tätig.
Nach dem Ersten Weltkrieg wurde Hans Riegel als Bonbonkocher bei der Firma Heinen in Bonn-Kessenich angestellt, wo er später Geschäftspartner wurde. Die Firma hieß danach Heinen & Riegel.
1920 machte er sich mit seinem eigenen Unternehmen selbständig und ließ am 13. Dezember 1920 als Firma Haribo (Hans Riegel Bonn) ins Bonner Handelsregister eintragen. Er startete sein Unternehmen laut Firmenangaben „mit einem Sack Zucker“. Hans Riegel erwarb ein Haus in der Bergstraße in Kessenich, wo er die erste Fabrikationsstätte nach eigenen Angaben alleine einrichtete und betrieb. Die erste Ausrüstung des Betriebes soll zunächst lediglich aus dem bereits oben erwähnten Sack Zucker sowie einer Marmorplatte, einem Hocker, einem gemauerten Herd, einem Kupferkessel und einer Walze bestanden haben.
1921 heiratete er Gertrud Vianden, welche die erste Mitarbeiterin in seinem Unternehmen wurde. Er erfand den Tanzbären – eine Bärenfigur, die zunächst etwas schlanker und größer als die heutige war und aus den Zutaten Zucker, Gummi arabicum (später durch Gelatine ersetzt), Säuerungsmitteln und Aromen bestand. Die Tagesproduktion wurde damals von Ehefrau Gertrud mit dem Fahrrad ausgeliefert. Der spätere Normbär wurde als Haribo-Goldbär weltberühmt.
1923 wurde Sohn Hans († 2013) geboren, 1924 folgte Tochter Anita († 2004) und 1926 Sohn Paul († 2009).
Bis zum Zweiten Weltkrieg wuchs die Beschäftigtenzahl auf rund 400 Mitarbeiter an. Ende März 1945 starb Hans Riegel im Alter von 51 Jahren und wurde auf dem Bonner Südfriedhof beigesetzt.

## Im Gedenken
In Bonner Ortsteil Kessenich wurde im Oktober 1956 die Hans-Riegel-Straße nach ihm benannt.